# エレーナ・ラシュマノワ
エレーナ・アナトーリエヴナ・ラシュマノワ(ロシア語: Елена Анатольевна Лашманова, 1992年4月9日 - )は、ロシアの競歩選手。モルドヴィア共和国出身。20キロメートル競歩の世界記録保持者。オリンピック初出場はロンドンオリンピックで、ラシュマノワは20キロメートル競歩で世界記録を樹立し、金メダルを受賞した。

## 成績
| 年   | 大会                           | 開催地         | 種目       | 順位 | タイム        | 備考             |
| ---- | ------------------------------ | -------------- | ---------- | ---- | ------------- | ---------------- |
| 2009 | 世界ユース陸上競技選手権大会   | ブレッサノーネ | 5000m競歩  | 1位  | 22分55秒45    |                  |
| 2010 | 世界ジュニア陸上競技選手権大会 | モンクトン     | 10000m競歩 | 1位  | 44分11秒90    |                  |
| 2011 | ヨーロッパジュニア陸上競技大会 | タリン         | 10000m競歩 | 1位  | 40分43秒73    | ジュニア世界記録 |
| 2012 | IAAFワールドカップ競歩         | サランスク     | 20km競歩   | 1位  | 1時間27分38秒 |                  |
| 2012 | オリンピック                   | ロンドン       | 20km競歩   | 1位  | 1時間25分02秒 | 世界記録         |
| 2013 | 世界陸上競技選手権大会         | モスクワ       | 20km競歩   | 1位  | 1時間27分08秒 |                  |